# Товарищ Артём (броневик)
Броневи́к «Това́рищ Артём» (с 12 (25) июня 1919 года — «Полко́вник Туце́вич»:23) — именной бронеавтомобиль (имени «Товарища Артёма») марки «Фиат»:23 периода Гражданской войны в России, в составе броневых сил Рабоче-крестьянской Красной армии (РККА).
Броневой автомобиль получил известность в результате боев за Харьков 11 (24) июня 1919 года между Добровольческой армией и РККА, когда его экипаж оказал ожесточённое сопротивление вступающим в город войскам Белого движения. Командир боевой машины — Юзеф Станкевич. Броневик был захвачен «белыми» 11 (24) июня 1919 года в центре города Харькова на Николаевской площади. Экипаж броневика пойман и расстрелян на площади, а сам бронеавтомобиль переименован в «Полковник Туцевич» и зачислен в состав дроздовских частей. Память экипажа броневика «Товарищ Артём» в советский период была увековечена мемориальной доской на здании Харьковского городского совета.

## История

### Броневик в первой половине 1919 года
Как пишет один из родоначальников советских бронетанковых войск Алексей Илларионович Селявкин, в феврале 1919 года по инициативе секретаря ЦК КП(б)У Станислава Викентьевича Косиора, заместителя председателя Совнаркома УССР Артёма и заместителя Народного комиссара по военным делам Валерия Межлаука на базе автоброневого отряда Южного фронта был сформирован «Автоброневой дивизион особого назначения при Совете Народных Комиссаров Украины», в состав которого вошёл броневик с наименованием «Товарищ Артём»:82. В состав дивизиона кроме него вошли именные боевые машины «Валерий Межлаук», «Владимир Ленин», «Яков Свердлов», «Климент Ворошилов», «Стрибок», «Вся власть Советам» и другие:88.
В марте 1919 года «Товарищ Артём» в составе дивизиона принимал участие в подавлении бунта (восстания) пехотного полка в Белгороде, в мае 1919 года — подавлял бунта (восстания) 6-й украинской советской дивизии под руководством её командира атамана Никифора Григорьева. В начале июня 1919 года броневик участвовал в боях с махновскими отрядами.
3 (16) июня 1919 года дивизион был передан в оперативное подчинение командарма Климента Ворошилова для усиления 14-й армии, которая в этот период вела оборонительные бои против Добровольческой армии в Донецком бассейне. 6 (19) июня 1919 года дивизион прибыл в Екатеринослав и вступил в бои под Новомосковском. При этом броневику «Товарищ Артём» была поставлена другая задача — согласно распоряжению харьковского коменданта Павла Кина, он был направлен в Харьков для прикрытия города:108.

### Во время боя в Харькове
11 (24) июня 1919 года броневик находился на Чугуевском шоссе, выполняя задачу прикрытия юго-восточной части Харькова от наступающих казачьих частей и отходил в сторону центра города через Конную площадь, планируя соединиться с частями РККА в районе Холодной горы:108. В центре города около 5 часов вечера он встретил крупные подразделения Белого движения, вступающие в город со стороны Харьковской электрической станции и Кузнечной улицы.
Алексей Селявкин, командир дивизиона, в состав которого входил броневик «Товарищ Артём», пишет об этом эпизоде следующее:

После выполнения боевого задания броневик возвращался в Харьков, который уже был занят противником. Пробиваясь с пулемётным огнём по улицам Харькова, бронемашина была подвергнута пулемётному и артиллерийскому обстрелу противника. На углу Московской улицы и Петровского переулка (ныне — пер. Короленко) бронемашина врезалась в гущу противника и вела уничтожающий пулемётный огонь… Осталось много убитых деникинцев.
А. Селявкин в 1971 году писал, что броневик остановился «по независимым от команды причинам, из-за повреждения двигателя», а в 1966 году он свидетельствовал, что бронеавтомабиль остановился из-за того, что «на подъеме остатки топлива слились в задние отсеки бака, подача бензина прекратилась».
Представитель противоположной стороны, командир дроздовцев, полковник Антон Васильевич Туркул указывает другую причину остановки броневика:

На заднем ходу «Товарищ Артем» уперся в столб электрического фонаря. Он растерялся и толкал и гнул железный столб. Потом его закрыло пылью и дымом, он перестал стрелять. Тогда я приказал прекратить огонь. Дым медленно расходился. Броневик застрял внизу, посреди улицы, у погнутого фонарного столба. Он молчал.

### Арест и расстрел экипажа
Информация о завершении боя кардинально отличается в свидетельствах представителей противоборствующих сторон. Селявкин пишет:

Захватив экипаж бронемашины, белогвардейцы зверски издевались над ними, кололи штыками, били шомполами, а приведя на Николаевскую площадь (теперь — Конституции), расстреляли.
При этом Туркул пишет, что захваченных членов экипажа броневика после взятия в плен дроздовцы пытались оградить от расправы толпы, встречавшей вступающие белогвардейские части:

Команда «Товарища Артема» сдалась. Это были отчаянные ребята, матросы в тельниках и кожаных куртках, черные от копоти и машинного масла, один в крови. Мне сказали, что начальник броневика, коренастый, с кривыми ногами, страшно сильный матрос, был ближайшим помощником харьковского палача, председателя чека Саенко.
Толпа уже ходила ходуном вокруг кучки пленных. Я впервые увидел здесь ярость толпы, ужасную и отвратительную. В давке мы повели команду броневика. Их били палками, зонтиками, на них плевали, женщины кидались на них, царапали им лица. Конвоиры оттаскивали одних, кидались другие. Нас совершенно затеснили. С жадной яростью толпа кричала нам, чтобы мы прикончили матросню на месте, что мы не смеем уводить их, зверей, чекистов, мучителей. Какой-то старик тряс мне руки с рыданием: "Куда вы их ведете, расстреливайте на месте, как они расстреляли моего сына, дочь. Они не солдаты, они палачи… Проверка и допрос установили, что эти отчаянные ребята действительно все до одного были чекистами, все зверствовали в Харькове. Их расстреляли

## Последующие события
Броневик после захвата дроздовцами получил наименование «Полковник Туцевич», в честь погибшего 2 или 3 июня 1919 года в бою под Лозовой командира 1-й дроздовской батареи полковника Вячеслава Туцевича.

## Память
5 ноября 1957 года, в честь 40-летия Октябрьской революции в Харькове на месте расстрела экипажа (в тот период — Площади Советской Украины), на фасаде здания Харьковского городского совета (в то время — Харьковского исполнительного комитета Совета народных депутатов) была установлена мемориальная доска в память о погибшем экипаже:109. В начале 2010-х годов доска была обновлена.